# Renee Cox
Renee Cox (ur. 6 października 1960 r. w Colgate) – fotograficzka i artystka wizualna z USA, pochodzenia jamajskiego.

## Życiorys
Urodziła się 6 października 1960 r. w Colgate na Jamajce. Trzy miesiące po jej urodzeniu rodzina przeniosła się do Nowego Jorku, mieszkając początkowo w Queens, a następnie w Scarsdale, gdzie była jedną z nielicznych czarnoskórych rodzin. Uzyskała licencjat na Syracuse University w zakresie filmoznawstwa, i początkowo pracowała jako fotografka modowa. Na początku lat 1990. zaczęła rozważać karierę artystyczną. Ukończyła magisterium w dziedzinie sztuk pięknych w School of Visual Arts w Nowym Jorku. Uczestniczyła w Whitney Museum of American Art Independent Study Program.
Jej prace pojawiły się na wystawach indywidualnych i zbiorowych (czterech do połowy lat 2000.), m.in. w Tate Liverpool, The New Museum of Contemporary Art w Nowym Jorku, Brooklyn Museum, na Harvard University oraz w Whitney Museum of American Art w Nowym Jorku. Otrzymała m.in. Artists Fellowship Award, przyznawaną przez New York Foundations for the Arts, oraz Aaron Matalon Award, wyróżnienie National Gallery of Jamaica. Wykładała m.in. na Columbia University, Yale College of Art, New York University i Parsons School of Design w Nowym Jorku.
Prywatnie i zawodowo związana z Manhattanem, w swoich pracach wywołuje krytyczną wizję żeńskiej seksualności, piękna, władzy i heroizmu za pomocą nagości, motywów religijnych i symboli. Wykorzystuje w twórczości motywy prac dawnych mistrzów (m.in. Michała Anioła, Leonarda da Vinci, Pabla Picassa, Édouarda Maneta) czy sztuki środkowoafrykańskiej, które rearanżuje. Jednym z jej dzieł była inscenizacja Ostatniej Wieczerzy Leonarda da Vinci z 1996 r., przy czym w roli Jezusa wystąpiła ona sama – naga i ciężarna, zaś pozostałymi postaciami były osoby czarnoskóre (z wyjątkiem jednej). W 2001 r. burmistrz Nowego Jorku Rudy Giuliani nagłośnił istnienie tego dzieła, ogłaszając je obrazą uczuć religijnych. Sama Cox otrzymywała wówczas groźby śmierci i od tego czasu nie pojawiała się już na swoich fotografiach nago.